# Ayyar
Ayyar (àrab: عيار, ʿayyār, pl. عيارون, ʿayyārūn; persa: عیار, ayyâr, pl. عیاران, ayyârân; literalment ‘bandit’, ‘bandoler’, ‘vagabund’) fou el nom donat entre els segles ix i xii a uns combatents a l'Iraq, Pèrsia i Transoxiana reunits en confraries, equivalents als ahdat de Síria i Mesopotàmia, i als rindan d'Anatòlia.
El seu cap era el sar-ayyaran. Tant lluitaven per estendre la fe com feien d'oposició política a les ciutats en períodes de debilitat dels governs; algunes vegades van agafar el poder com a Bagdad del 1135 al 1144.